# アメリカンフットボールの用語集
アメリカンフットボールの用語集（アメリカンフットボールのようごしゅう）では、アメリカンフットボールで用いられる語について解説する。
米国生まれのスポーツであることから、用語の多くは英語をそのまま用いている。
| 目次 | 目次 | 目次 | 目次 | 目次 | 目次 | 目次 | 目次 | 目次 | 目次 | 目次 |
| ---- | ---- | ---- | ---- | ---- | ---- | ---- | ---- | ---- | ---- | ---- |
| ア   | イ   | ウ   | エ   | オ   |      | ハ   | ヒ   | フ   | ヘ   | ホ   |
| カ   | キ   | ク   | ケ   | コ   |      | マ   | ミ   | ム   | メ   | モ   |
| サ   | シ   | ス   | セ   | ソ   |      | ヤ   |      | ユ   |      | ヨ   |
| タ   | チ   | ツ   | テ   | ト   |      | ラ   | リ   | ル   | レ   | ロ   |
| ナ   | ニ   | ヌ   | ネ   | ノ   |      | ワ   |      | ヲ   |      | ン   |

## ア
アウト・オブ・バウンズ (out of bounds)
フィールドの外部。サイドライン、エンドラインを含む。
アサイメント (assignment)
一つのプレイにおける選手の役割分担。
アテンプト (attempt)
パス、ラン及びキックを試みた回数。attと略される。

## イ
イート・ザ・ボール (eat the ball)
クォーターバックがスナップ直後にニーダウンすること。ボールデッドとなるが時計は止まらないので、次のプレー開始まで安全に時間を消費することができる。リードしているチームが、ゲーム終了間際に時間を稼ぐために行う。下記「ニーダウン」参照。
インコンプリート (incomplete pass)
パスプレイにおいて、パスされたボールがだれにもキャッチされずに地面に落ちること。その時点でボールデッドとなり、次のプレイは直前のプレイと同じ位置から開始される。日本語で「（パス）不成功」とも呼ばれる。
インターセプト（intercept）
インターセプト (アメリカンフットボール)参照。
インバウンズ (inbounds)
フィールドの内部。プレイが行われるエリア。フィールド・オブ・プレイ（field of play）、プレーイング・フィールド（playing field）とも。
イエロー・フラッグ (Yellow flag)
反則が起こったときに審判が投げる黄色い布。下記「フラッグ」参照。

## ウ
ウィーク・サイド(weak side)
ストロング・サイドの反対側のこと。基本的にはタイトエンドのいない側になる。
ウェストコースト・オフェンス (west coast offense)
一言でいうと「より成功率の高いプレイを積み重ねる攻撃」。フィールドを縦横にストレッチした上でのタイミングパスを強調し、シフト/モーションによって、ミスアサイメントやミスマッチを強いる。現代フットボールにおいては、一つの戦術というよりも攻撃理論の基礎に近い。

## エ
エンドゾーン (end zone)
フィールド両端にある、エンドラインとゴールライン、サイドラインで囲まれたエリアのこと。ゴールラインはエンドゾーンに含まれる。相手陣のエンドゾーンにボールを持ち込むことでタッチダウンとなる。なお、エンドゾーンにはホームのチームのロゴなどが描かれていることが多い。
エンドライン (end line)
フィールドの長方形を構成する線のうち、短いほう（横方向）の2本の線。エンドラインそのものはアウト・オブ・バウンズとして扱われる。

## オ
オーティー ("OT")
オーバータイム (Over time) の略。延長戦のこと。
オーディブル・コール (audible call)
クォーターバックがスナップ前に、ハドルで決めたプレイを変更するため、オフェンスチームのみに通ずる暗号で指示を送ること。暗号には「数字」や「色」等が用いられる。
オプション（option）
ランプレーの一種。あらかじめ複数の選択肢（オプション）が持てるようデザインされており、スナップを受けたクォーターバックは、いずれかのランニングバックにボールを渡すか、あるいは自身がキープしたまま前進を試みるかを状況に応じて判断する。
オフセット（offset）
攻撃側及び守備側が同時に反則を犯したため、どちらのファールも適用されずダウンを再びやり直すこと。相殺ともいう。ただしNFLの場合一方が15ヤード、他方が5ヤードの反則を犯した場合は15ヤードの反則だけが適用される（いわゆる5vs15ルール）。
オンサイドキック（onside kick）
キックオフのボールをキッキングチームが確保することを狙ったキック。有効となるためには10ヤード以上蹴らなければならず、ゲームの終了間際にリードされているチームがどうしても攻撃権を取らなければいけないときに行われる場合が多い。

## カ
カットバック (cut back)
ボールキャリアーが守備側の選手を避けるために急激に方向転換すること。
カットブロック (cut block)
守備選手の足元に飛び込んで転ばせるブロックのこと。

## キ
キッキング・ティー（kicking tee）
プレースキックの際にボールを乗せるゴム製の台。ボールを支える爪のあるフリーキック用、上面の平坦なフィールドゴール用がある。「ボールの下端とグラウンドの距離（=ティーの高さ）は2インチ以内」とされている。NFLでは、フィールドゴール、セイフティ後のフリーキックでのティーの使用は不可。
キャリー (carry)
ランプレイにおいて、ランニングバック等がボールを持って走ること。統計上は、ランプレイを試みた回数のこと。

## ク
クッション (cushion)
スナップされるまでのコーナーバックとワイドレシーバーの距離のこと。クッションを大きく取るほど奥を抜かれにくくなるが、当然ショートパスへの対応も難しくなる。
クラウドノイズ (crowd noise)
観客が声援によりプレイを邪魔すること。ただし、いわゆるブーイングとは異なり、応援するチームがディフェンスを行う場合に、相手チームのシグナルコール（オーディブルやスナップカウント）を邪魔するために大声を出す。ホームのチームが有利になる一因であるが、カレッジ・フットボール等では、度が過ぎるとホームチームに「エクセッシブ・クラウドノイズ」（Excessive Crowd Noise、歓声による過剰な妨害）として5ヤードの罰退が課せられる。

## ケ
ゲイン (gain)
攻撃側のチームがボールを前進させること。また前進により獲得出来た距離の合計。
ゲータレードシャワー (gatorade shower)
選手の水分補給用に置かれているスポーツドリンクのタンクの中身をチームのヘッドコーチやスタープレイヤーの頭上にぶちまけ、リーグ優勝等を祝う行為。特にNFLではゲータレードが試合中のオフィシャルドリンクに指定されているため、この名称が定着している。プロ野球でのビールかけに相当する。

## コ
コフィンコーナー (coffin corner)
5ヤードラインとエンドゾーンの間の隅のコーナーのこと（コフィンとは棺桶のことである）。リターナーがリターンしにくくなるため、パンターやキッカーはこの位置にボールを蹴りこむことが理想とされる。
ゴールライン (goal line)
エンドラインの内側10ヤードにあるエンドラインと平行の2本の線。ゴールラインそのものはエンドゾーンとして扱われる。
コンテイン (contain)
クォーターバックがポケットの外に逃げ出さないよう、包み込むように外側からラッシュする動きのこと。また、リバースプレイを防ぐために、ボールキャリアーを後方から追いかけることを指すこともある。
コンバージョン (conversion)
- ポジションを変更すること。
- （タッチダウン後の）トライフォーポイント（による得点）。通常キックにより1点だが、タッチダウンによって2点を得ることを2ポイント・コンバージョンと呼ぶ。

3rd ダウン・コンバージョンと 4th ダウン・コンバージョンでは、意味が異なる。
- 3rd ダウンのプレーで 1st ダウンを獲得した確率。
- 4th ダウンでパント・フィールドゴールではなく、1st ダウンを獲得するためのプレーを行うこと。こちらは（4thダウン）ギャンブルとも呼ばれる。

## サ
サイドライン (sideline)
フィールドの長方形を構成する線のうち、長いほう（縦方向）の2本の線。サイドラインそのものはアウト・オブ・バウンズとして扱われる。
サック (quarterback sack)
スクリメージラインより手前でQBが守備側の選手にタックルされること。ボールデッドとなるが、ある程度ドロップバックした後なので、攻撃側は大幅に距離を失うことになる。逆に守備側にとってはビッグプレイ。

## シ
シフト (shift)
攻撃側がスナップ前にフォーメーションを変更すること。各選手が新しい位置にセットした後、原則として1秒間は静止しなければならない。
シグナル・コール（signal call）
スクリメージラインについた後、スナップカウントをコールすること。ディフェンスのフォーメーションやアサイメントの確認をチームに伝えたり、シフトのタイミングを計ったりする。全てが暗号化されているわけではなく、平易な言葉を使ったり、選手を指さす等することもある。この時に、プレーの変更を伝えるのが、オーディブル・コール。
ショートゾーン (short zone)
スクリメージラインより守備側のエリアのうち、比較的スクリメージラインに近い部分。一般に、短距離のパスのほうが多いため、ゾーンカバーにおいては多くの選手が分担してカバーする。アンダーニースともいう。
ショットガン・フォーメーション(shotgun formation)
攻撃側のフォーメーションの一種。クォーターバックはあらかじめセンターの5から8ヤード後方に位置し、ロングスナップを受ける。ドロップバックする必要がないため、パスに適した布陣。
ショベルパス(shovel pass)
アンダースローで投げる短いフォワードパスのこと。投げる様子がショベルをすくう動作に似ているため、このように呼ばれる。

## ス
スイム (swim)
腕をクロールで泳ぐように使って相手ブロッカーを横へかわすこと。
スクイブキック (squib kick)
キックオフの際、バウンドするグラウンダーのキックを試みること。
スクランブル (scramble)
パスを意図したプレイにおいて、クォーターバックがパスを投げることをあきらめ、自らボールを持って前進を図ること。結果的にランプレイとして扱われる。初めからクォーターバックがランを仕掛ける想定のプレーだった場合はスクランブルとは呼ばない。
スクリーンパス（screen pass）
スクリメージライン後方に位置しているレシーバーやランニングバックに短いパスを投げ、他のランニングバックやラインマンのブロックの壁（スクリーン）の後ろを走らせるプレー。
スクリメージライン (line of scrimmage)
各ダウン（4回の攻撃権の1つ1つ）の攻撃開始地点を示す仮想の線。正確には、セットされたボールの先端を通り、エンドラインに平行に両サイドラインを結ぶ（フィールドを横切る）線。LOSと略すことが多い。
スタッツ(stats)
統計あるいは記録のこと。statisticsの略。NFLにおいては、過去の試合に関する膨大なデータが蓄積されている。
スティフ・アーム (stiff arm)
ボールキャリアーが、ボールを持っていない方の腕で相手守備選手のタックルをいなすこと。
ストリッピング (stripping)
ボールキャリアーの手元からボールをかき出し、意図的にファンブルを狙うテクニックのこと。
ストロング・サイド(strong side)
センター（あるいはボールがセットされた地点）を基準としたフィールドの左右いずれか、攻撃側選手の人数が多いほうのサイドのこと。基本はタイトエンドを配置する側がストロング・サイドとなる。
スナップ (snap)
スクリメージライン上にいる攻撃側の選手（通常はセンター）が、両足の間、つまり股の間から、後方の味方選手（通常はクォーターバック）にボールを渡すこと。キックオフ以外のプレイ（スクリメージプレイ）は、このスナップで始まる。エクスチェンジともいう。
スナップカウント(snap count)
スナップのタイミングを合わせるため、クォーターバックが大声でカウントを合図すること。攻撃側の選手は、スナップを見るのではなく、スナップカウントに合わせてプレイを開始する。
スニーク（sneek）
スナップを受けたクォーターバックがそのまま正面に飛び込むランプレー。ごくわずかでも確実なゲインが必要な状況で行われる。
スパイク (spike)
スナップ直後にクォーターバックがボールを足元の地面に投げつけること。パス・インコンプリートとして扱われ、1プレーを犠牲にする代わりに、時計を止めることができる。試合最終盤にタイムアウトを使い切ってしまったがどうしても時計を止めたいという場合に行われる事が多い。キル・ザ・クロックともいう。
スパイラル (spiral)
パスを投げたときのボールの回転のこと。適度な回転を与えることで、空中における軌道が安定し、キャッチしやすくなる（ジャイロ効果）。楕円形のボールの2つの頂点を結ぶ線を軸として回転させるため、遠くから見ると回転していることがわからない。
スピル (spill)
ボールキャリアーを外へ追い立てる動きのこと。外側で待ち構えた守備バックやサイドラインと挟み撃ちにしてタックルを決めるなどの狙いがある。
スプリントアウト(sprint out)
スナップを受けたクォーターバックが斜め後ろ（主に利き手方向）に下がること。
スリーアンドアウト(three and out)
攻撃側がファーストダウンを更新できず攻撃権を失うこと。特に攻撃側が一度もファーストダウンを更新できず攻撃権を失った時に使われる。
スローバック (through back)
スプリントアウトしたのとは逆サイドにパスを投げること。
スロット(slot)
タックル（ポジション）とスプリットエンドの間のスペースのこと。この位置に配するバックスをスロットバック(slot back)と呼ぶこともある。

## セ
セイフティバルブ(safety valve)
本来のパスターゲットが全てカバーされていて、比較的近く（パス失敗やロスのリスクが小さい位置）のバックスにパスを投げる場合のターゲットのことを安全弁に例えてこう呼ぶ。チェックダウンあるいはダンプオフとも言う。
セカンド・エフォート(second effort)
ボールキャリアがタックルされた後、倒れるまでにさらに前進しようとすること。
セレブレーション (cerebration)
タッチダウンした選手（およびチームメイト）が喜びを表現するために行うパフォーマンス。ダンスする、観客席に飛び込むなど。過度と判断された場合、アンスポーツマンライク・コンダクトやトーンティングの反則となる。NFLでは2006年シーズンよりこの反則が厳しくとられている。

## ソ
ゾーンカバー (zone coverage)
パスカバーのうち、各選手が決められたエリアを担当する方法。ゾーンの境界（シーム）が弱点となる。
ゾーンブロック(zone block)
特定の選手ではなく、決められたエリアに入ってきた選手に対して行うブロックのこと。

## タ
ターンオーバー (turnover)
パントやフィールドゴールによってではなく、突発的に攻守交代すること。パスにおけるインターセプト、ファンブルしたボールのリカバーなど、プレー中に攻守（ボールの所有）が入れ替わること。
ターンボール（和製英語）
レシーバーの進行方向の逆に行ってしまったパス。レシーバーが引き返して取る（ターンする）形になってしまうため、このように呼ばれる。しばしば、逆リードとよばれることもある。受け手としては非常に取り辛く、パス失敗やインターセプトを招き易い。
ダイレクトスナップ（direct snap）
センターからクォーターバック以外の選手（ランニングバックなど）にボールがスナップされること。通常と異なり、ランニングバックがクォーターバックを経由せず直接（ダイレクト）にボールを受けることからこう呼ばれる。
ダウンフィールド (down field)
プレイ中の、ニュートラルゾーンより守備側のエリア。攻撃側はボールを保持したままダウンフィールドへ進入（ゲイン）を繰り返しタッチダウンを狙うのが目的となり、守備側は攻撃側のダウンフィールドへの進入を食い止める事が目的となる。
タッチバック (touchback)
キックオフまたはパントされたボールをエンドゾーン内でキャッチしてそのままニーダウンした場合や、キャッチされずにボールが静止したりアウトオブバウンズへ出た場合、次のプレイは自陣20ヤードラインからリターン側の攻撃となる。これをタッチバックという。また、相手のパスを自陣エンドゾーン内でインターセプトした場合なども、タッチバックが適用される。
ダブルチーム (double-team)
1人の相手選手に対して2人の選手が対処すること。たとえば、強力なディフェンスラインに対して2人がかりでブロックする（ダブルチーム・ブロック）、エースレシーバーに対して2人がカバーにつく（ダブルチーム・カバー）など。
ダブル・ムーブ (double move)
本来進みたいルートとは別のルートへ行くフリを見せて、カバーを外すこと。主にパンプ・フェイク（パスを投げる振り）と組み合わせて使う。

## チ
チート (cheat)
ディフェンスラインがスナップ直前に、シフトを変更すること。
チョップブロック (chop block)
一人が上半身をブロックし、もう一人が膝より下をブロックする反則。

## ツ
ツイン・セット(twin set)
片側にワイドレシーバーを 2 人配置すること。

## テ
ディープゾーン (deep zone)
スクリメージラインより守備側のエリアのうち、比較的スクリメージラインから遠い部分。一般に、ゾーンカバーにおいては、ショートゾーンよりも少人数でカバーする。
ディクライン (decline)
反則を受けたチームが反則を取らずプレーを成立させること。反則を受けたチームは反則を取るか取らないか選択する権利が与えられるが、取らない場合はプレーが成立する。例えば守備側に5ヤード罰退の反則が起きたプレーで攻撃側の20ヤードのパスが通った場合、攻撃側は5ヤードの罰退（攻撃側からすると5ヤード前進してプレーやり直し）を取らずに20ヤードのパス成功を選択するほうが得である。NFLでは特にタッチダウンが成立した時などには審判の判断でディクラインとするケースもある。
ディスガイズ (disguise)
スナップされる前にディフェンスが激しくポジションを替えるように動き、オフェンスを混乱させること。
ディフレクト (pass deflection)
クォーターバックがパスを投げた直後に、守備側の選手の手などにボールが当たること。チップともいう。ディフレクトされた場合、パス失敗（インコンプリート）となることが多いが、フォワードパスはパサーの手から放れた瞬間からフリーボールであるため、ボールが地面に落ちる前にそのまま守備側の選手がキャッチすればインターセプトとなる。また、一度守備側の選手が触れたという扱いになるため、無資格レシーバーであるインテリアラインマンもキャッチできる。

## ト
トゥイーナー (tweener)
中途半端な選手のこと。守備ラインでプレイするには体格が小さく、ラインバッカーでプレイするには敏捷性に欠ける等の、どっちつかずな選手を評する場合に使われ、各ポジションにスペシャリストが集まるNFLでは敬遠される傾向にある。
トリックプレイ (trick play)
ルール上認められる方法で相手を出し抜くプレイのこと。セオリーに反した奇策。クォーターバックがドロップバックをした後、振りかぶってパスをするふりをしてからランニングバックにハンドオフする「Statue of Liberty（自由の女神）」、オープンへ走ると見せたランニングバックがパスを投げる「ハーフバック・パス」、パントの陣形からパスを繰り出す「フェイク・パント」などが有名。
トリプル・セット (triple set)
　片側にワイドレシーバーを 3 人配置すること。トリップス(trips)とも。
ドロー（draw）
クォーターバックがパスするとみせかけてドロップバックした後、ランニングバックにハンドオフするか、自らボールを保持したまま前進を図るプレー。
ドロップバック (drop back)
パスプレイにおいて、スナップ後にクォーターバックがボールを持ったまま半身の体勢で後退すること。下がる歩数は3歩・5歩・7歩などとプレーごとにあらかじめ決められているのが一般的。少ない歩数であるほど早いタイミングのパスとなり、守備のプレッシャーも掛かりにくくなる。ステップバックともいう。

## ニ
ニーダウン (kneeling)
ボールを持った選手が膝をついて意図的にボールデッドにすること。ランプレイ失敗の扱いになり、時計は止まらない。一般的には試合の最終盤でリードしているチームが攻撃権を得ている時に、クォーターバックがスナップを受けてすぐにニーダウンする事により、攻撃権を保持したまま時計を進め、安全に試合を終わらせるために使用される事が多い。
ニュートラルゾーン (neutral zone)
上記スクリメージラインは、厳密にいうと2本存在する（ボールの両端を通る平行な2本の線）。この2本の線、つまり攻撃側のLOSと守備側のLOS、および両サイドラインに囲まれた、ボール1個分の幅の細長いエリアをニュートラルゾーンという。スナップされるまでこのエリアには攻撃・守備のどちらの選手も立ち入る事はできず（スナップを行う選手がボールを持つために手を入れる事は認められる）、オフサイド、エンクローチメント等の反則を判断する基準となる。

## ネ
ネイキッド (naked)
クォーターバックがリードブロッカーなし（剥き出しの状態）で走ること。スクランブルとなった場合に見られる事が多い。

## ノ
ノーハドルオフェンス (no huddle)
通常と異なりハドルを組まずにオフェンスを開始すること。主に残り時間が少ない状況で負けている際に用いられるが、相手ディフェンスに考える時間や休息を与えないことを意図して行われる場合もある。ハリーアップ（hurry-up＝急ぐ）オフェンスとも呼ばれる。

## ハ
バイウィーク(bye week)
各チームにレギュラーシーズンで1週ずつ与えられる休養週のこと。レギュラーシーズンは18週間だが各チームは17試合戦う。そのため各チームは1週は試合がない。
ハードカウント(hard count)
クォーターバックがスナップカウントを意図的に変えて、守備側のオフサイドを誘う戦術。
パス・インターセプト (pass interception)
パスプレイにおいて、パスされたボールを守備側の選手が、反則なしにキャッチすること（横取りする際はレシーバーの前に飛び出す事のみ許され、ブロックなどをしてはならない）。成功するとターンオーバーとなる。守備側のビッグプレイ。
バスト (bust)
ドラフトで上位指名されたにもかかわらず、活躍できなかった選手のこと。
パス・プロテクション (pass protection)
パスプレイにおいて、クォーターバックへのサックを阻止するため、オフェンシブラインなどが守備側の選手をブロックすること。通常、クォーターバックをぐるりと取り囲むように半円状の壁（ポケット）を形成する。
パス・カバー (pass coverage)
パスが投げられた場合に、キャッチされることを防ぐための守備側の戦術および行動のこと。マンカバーとゾーンカバーに大別される。インターセプトできれば理想的であるが、通常はボールを地面に叩き落す（インコンプリート）か、たとえキャッチされたとしてもその場でタックルすることを目指す。レシーバーをぴったりとマークし、クォーターバックにパスを投げさせなくするのも重要な役目。
パス・ラッシュ (pass rush)
守備側の選手がクォーターバックにプレッシャーをかけることを狙って突進すること。通常はディフェンスラインの選手が担当する。
バックフィールド (back field)
攻撃側のバックスが位置するエリア。あるいは、プレイ中の、ニュートラルゾーンより攻撃側のエリア全体のこと。ボールがバックフィールドで止まれば、ロス（後退）となる。
ハッシュマーク (hash marks)
フィールド中央寄り（フィールドを三等分する位置。NFLでは、ゴールポストと同じ幅）に引かれたサイドラインと平行の2本の線。実際には線ではなく、1ヤード間隔の目盛り。ハッシュマークの外側でボールデッドとなった場合、次のプレイはいずれか近いほうのハッシュマーク上から開始される。
ハドル (huddle)
円陣のこと。スクリメージプレイの前にフィールド内にいる選手が作戦を練るために行う。
バブル (bubble)
攻撃ラインの前に守備ラインがセットしていないスペースのこと。
ハリーアップ　オフェンス (hurry-up offence)
ハドルを省略し、オーディブルで指示を出して、プレーを続けること。ノーハドルオフェンスと同じ。ディフェンス側もハドルが組めないため、アサイメントミスが起きやすい、選手の入れ替えがしにくく疲労がたまる等、負荷が大きい。本来は、試合終盤に時間を節約し（ディフェンスのミスを期待しつつ）逆転を狙う戦法だが、ラン&シュートを採用するチームでは、序盤から展開することも少なくない。
パワー・プレー (power Play)
プルイン/プルアウト（後述）したラインマンをリードブロッカーに加え数で押し切るプレー。パワーオフタックル（power off tackle）、パワースィープ（power sweep）など。
ハングタイム (hang time)
パントされたボールの滞空時間のこと。通常は4秒前後。ハングタイムが長いほど、パントしたチームの選手が相手リターナーに接近できるため、リターンされにくくなる。
ハンドオフ (hand-off)
攻撃側の選手同士がボールを受け渡すこと。通常は、クォーターバックがランニングバックにボールを手渡すことを指す。
バンプ (bump)
パスルートに出る選手のタイミングを乱すために、プレイ開始直後にレシーバーにぶつかって邪魔をすること。
パンプ・フェイク (pump fake)
クォーターバックがボールを投げるフリをすること。投げるフリをしてディフェンスを引き付けてカバーが弱い空間を作り出し、そこに対して攻め込むために使われるテクニック。

## ヒ
ピックアップ(pick up)
パスラッシュまたはブリッツしてくる守備側の選手をブロックすること。パス・プロテクションはチームとしての行動を意味し、ピックアップは個人の動きを意味する。
ピックシックス (pick six)
インターセプト後、そのままタッチダウンまで持って行ったプレーに対しこう呼ばれる事がある。ボールを相手からかすめ取り（pick）、タッチダウンで6点を取る（six）事から。日本では単純に「インターセプトリターンタッチダウン」と呼ぶことの方が多い。
ピッチ(pitch）
ボールキャリアーがラテラルパスを意図してボールを横に放ること。
ピストル・フォーメーション(pistol formation）
クォーターバックがセンターから約4ヤード離れて立ち、そのまっすぐ後方にランニングバックが位置するフォーメーション。パス戦術に向いたショットガン・フォーメーションとラン戦術に向いたIフォーメーションの中間ともいえる陣形。

## フ
ブートレッグ (bootleg)
クォーターバックがランニングバックにハンドオフフェイクをした後、逆サイドにロールアウトしてパスまたはランを行うプレー。クォーターバックがボールを持っていないフリをするのを、禁酒法時代の酒瓶を隠し持つ様子になぞらえたもの。
ファンブル (fumble)
ボールキャリアが落球すること。ファンブルしたボールを守備側の選手が確保（リカバー）するとターンオーバーとなり、攻撃側が確保すれば次のダウンに移る。なお、フォワードパスされたボールを落としても、それがキャッチされる前であったとみなされればファンブルにはならない（パス・インコンプリート）。
ファンブルフォース (fumble force)
守備側の選手がボールキャリアのボールを掻き出したり叩いたりしてファンブルを狙う行為のこと。
フェアキャッチ (fair catch)
キックオフやパントの際、リターナーが手を上にあげて大きく左右に振ってからボールをキャッチすること。この場合、リターナーに対するタックルは禁止されるが、キャッチ後のリターンは認められず、キャッチした時点でボールデッドとなる。なお、フェアキャッチの合図をした場合でも、ボールをキャッチする義務はない。また、キャッチに失敗した場合はマフとなり、プレーは続行される。
フェアキャッチキック (fair catch kick)
攻撃側チームの選択によりフェアキャッチが成立した地点からフリーキックを行い、フィールドゴールを狙うこと。試みられることは極めて少なく、NFL公式戦での成功例は5回しかない（NFLにおけるパントの標準飛距離は約40ヤードで、ゴールポストはゴールライン後方10ヤードに位置しているため、フィールドゴールを決めるためには最低でも50ヤード程度はボールを飛ばさないといけない）。また、NCAAではルール上認められていない。
フォワード・パス
前方へボールを投げること。フォワード・パスは、1ダウンにつき1回のみ、スクリメージラインの手前（バックフィールド側）から行うことができる。
ブラインドサイド(blind side)
死角のこと。特に、パスを投げようとするクォーターバックの背中側となるサイドのこと（右利きの場合は攻撃側から見て左側）。パスプロテクションはブラインドサイドを手厚くするのが基本。
フラッグ(flag)
反則があった場合にレフェリーがフィールドに投げるおもりの付いた黄色い旗。投げる際は反則があった事と判断した事を明確に知らせるため、空に向かって投げる。NFLのヘッドコーチがチャレンジする際にはフィールドに赤い旗を投げる。「フラッグ（旗）」と呼ばれるが、持ち手がついているわけではなく、いわゆるてるてる坊主のような形をしている。
プリヴェント(prevent)
ディープゾーンの守備に多くの選手を割き、ロングゲインだけを防ぐディフェンスのこと。残り時間僅かで大差をつけて勝っている場合や、反則などでサードダウンに長いヤードが残っている場合など、攻撃側がまず間違いなくロングパスを狙ってくると予想されるような時に行う。
ブリッツ (blitz)
ディフェンスライン以外の守備選手がパス・ラッシュをしかけること。攻撃側がブロックしきれずサックに至ることがある一方で、守備側は後方を守る人数が減ってしまうためビッグゲインを招くリスクを負う。呼称は第二次世界大戦においてドイツ軍が得意とした電撃戦(Blitzkrieg)に由来する。ラインパッカーのブリッツを「レッドドッグ（red dog）」と言うこともある。
フリーフリッカー（flea flicker）
クォーターバックがランニングバックにハンドオフしてランプレイとみせかけた後に、ランニングバックがクォーターバックにバックトスでボールを戻しパスを狙うトリックプレー。蚤が跳ねるようにめまぐるしくボールが動くことからこの名がついた。一旦ランプレイと見せかける事でディフェンスを引き付け、空いたスペースに対してロングパスを狙う事が多い。
プルイン/プルアウト(pulling)
プレイ開始直後に、オフェンシブライン、特にガードの選手が定位置を離れ、左右に回り込んでブロックを行うこと。主に外側へのランプレイにおいて、より多くのブロッカーを投入するために行われる。
ブルラッシュ(bull rush)
ポケットを潰すようにオフェンシブラインを押し込むラッシュのこと。
プレーアクション（play action）
クォーターバックがランニングバックにハンドオフするふりをしてからパスを行うプレー。相手にランプレーだと錯覚させることが重要となるため、パスの直前までオフェンシブラインやレシーバーはブロックを行い、ランニングバックはボールを保持しているように装って相手陣地に突進し、クォーターバックは相手からボールを隠すように持つ。成功すれば相手のパスラッシュやカバーが遅れることが期待できる。
フレッシュ（和製英語）
日本において攻撃側がファーストダウンを更新した事を指して使う者がいるが、アメリカでは一切使われていないため、意味は全く通じない。

## ヘ
ヘイルメリー (Hail Mary)
試合終盤において、負けているチームが一か八かのロングパス（タッチダウン）を狙うプレイ。守備側にも意図が読めるため、簡単には成功しない。語源は「アヴェ・マリア」の俗語といわれ、まさに神頼みのプレイである。
ヘッドコーチ (head coach)
チームの指揮官。試合中の作戦責任者。プレー毎の選手への作戦指示（コール）については攻撃・守備担当コーチ等と分担している場合もあれば、すべてのコールを自分で行うヘッドコーチもいる。日本では「コーチ」という名称から誤解されやすいが、日本の野球でいう「監督」の立場にある。
ペネトレイト (penetrate)
ディフェンスラインやラインバッカーが攻撃ラインの隙間に突っ込んでスクリメージの突破を狙う動きのこと。成功すれば大きなロスを奪うチャンスとなるが、横からのブロック（トラップ・ブロック）を受けて失敗する危険も伴う。

## ホ
ボールキャリアー(ball carrier)
ボールを持っている選手のこと。
ボールデッド (dead ball)
ひとつのプレイ（ダウン）が終了すること。ボールを持った選手がタックルにより倒される、フィールドの外に出る、パスが失敗するなど。審判がホイッスルを吹いてボールデッドを宣言する。ボールキャリアーが立った状態でディフェンスにつかまるなどして、倒れてこそいないもののこれ以上進めない（攻撃が止まった）と審判が判断した場合もボールデッドとなる。
ボックス (box)
攻撃ラインの前方、5〜10ヤードに仮想される箱状のエリア。通常、守備ラインとラインバッカーの7人がこの位置に構えるが、ランプレイが予想される場面では守備バックを参加させ、8〜9人で守る事もある。このエリアに位置した選手をフロントと呼ぶ。

## マ
マッチアップ (matchup)
マンツーマンの守備において、1対1で争う攻撃選手と守備選手の組合わせのこと。
マフ（muff）
落球によってボールが誰にも保持されない状況にあること。
マンカバー (man-to-man coverage)
パスカバーのうち、各選手がマークするレシーバーを事前に決めておく方法。いわゆるマンツーマンの守備。マークを振り切られると他にカバーする選手がいないため、パスを防げなくなるリスクがある。

## ミ
ミスマッチ (mismatch)
体格やスピードの違いなどにより、明らかに一方が不利となるマッチアップのこと。一般に、攻撃側のチームが意図的にミスマッチを狙うことが多い。

## ム
無資格レシーバー/無資格捕球者 (ineligible receivers)
攻撃側の5人のオフェンシブラインのこと。ルール上、パスをキャッチすることが認められていない。また、無資格レシーバーはパスプレイにおいて、原則としてスクリメージラインから3ヤードまでは進めるが、それ以上の前進はできない。
自分の意思でサイドラインの外に出た有資格捕球者は、パスをキャッチする権利を失い無資格捕球者となる。

## メ
メジャー (measurement)
ファーストダウンを更新したかどうか微妙な状況において、ヤードチェーンを使用して審判がボールの前進距離を測ること。ただし、ボールが置かれる位置は審判の目測による。

## モ
モーション (man in motion)
スナップ直前に攻撃側の選手1人が動くこと。ルール上、攻撃側の選手はスナップ前の1秒間、原則として静止していなければならないが、例外としてバックスの1人のみは動いてもよい。ただし、前方へ動いてはいけない。シフトとは区別される。
モメンタム (momentum)
試合における主導権のこと。

## ラ
ラッシュ(rush)
ランプレイのこと。
ラッシング(rushing)
ランプレイでの獲得距離。
ラテラルパス（lateral pass）
ボールキャリアーが自分の真横または後方に向かって投げるパスのこと。バックワードパスとも呼ばれる。通常のパス（フォワードパス）と異なり、フィールドのどの地点において、誰に対して、いつ行ってもよく、回数にも制限はない。ただしフォワードパスと異なり、ラテラルパスを失敗した時はインコンプリートでなく、ファンブルになる。
ランアフターキャッチ（run after catch）
レシーバーがパスをキャッチした後、ランで更に獲得ヤードを伸ばすこと。

## リ
リードディフェンス (read defense?)
プレイ開始直後の状況に応じて守備を行うこと。攻撃の意図を読む（リード）ことからこのように呼ばれる。一般に、攻撃側の特定の選手の動きをキーにして判断することが多い。
リード・ブロック(lead block)
ボールキャリアーへのタックルを防ぐ（走路を確保する）ため、ボールキャリアーの前方にいる攻撃側の選手が行うブロック。
リードボール（和製英語）
レシーバーの進行方向の前方を狙ったパス。ボールがワイドレシーバーを先導（リード）する形となるため、このように呼ばれる。当然最終的にレシーバーが追いつく必要があるため、ふんわりとした山なりの軌道を描くパスになる事が多い。
リターン (return)
キックオフやパントの際、蹴ったチームの相手側の選手がボールをキャッチし前進を図ること。また、インターセプトやファンブルリカバーによるターンオーバーの直後に前進を図ること。リターン中のフォワードパスやキックは認められない。
リバース (reverse)
ランニングバックがボールを保持したままサイドライン方向に走り、反対側から来るワイドレシーバーにすれ違いざまにボールを渡すランプレー。守備側にボールキャリアーを見失わせることが狙いのトリックプレー。

## レ
レイティング(passer rating)
クォーターバックの個人スタッツのひとつ。パスに関する成績を一定の算式により指数化したものであり、数値が大きいほど優秀とされる。ただし、あくまでもパス結果のみに関する指標であり、クォーターバックの総合的な能力を表すものではない上、ショートパスを多用するクォーターバックはレイティングが上がらない事に留意する必要がある。
レース (lace)
ボールの縫い目のこと。パスする際、クォーターバックはレースに指をかけて投げることにより、適度な回転をかける。なお、キックの際には、レースに当たらないように注意してボールを蹴る（レースが切れるとボールは弾けてしまう）必要があるため、フィールドゴール時などのホルダーはスナップされたボールを受け取ってセットするまでの一瞬の間にボールの向きを調整する技術が要求される。
レッドゾーン(red zone)
エンドゾーンの手前20ヤードからゴールラインまでのエリアの通称。いわゆる得点圏である。

## ロ
ロールアウト (roll out)
パスプレイにおいて、クォーターバックがサックを回避するために、ボールを持ったままサイドライン側へ回り込むように走ること。基本的にはデザインされたプレーであり、通常クォーターバックはその後パスを狙うが、結果としてスクランブルしたり、サックされたりすることもある。
ロス (loss)
攻撃側のチームがボールを前進させられずに後退してしまうこと。
ロング (long)
攻撃側が10ヤード以上進まないとファーストダウンの更新ができない状況のこと。テレビ中継などにおいて、通常「現在のダウン数」と「ファーストダウン更新に必要な残り距離」を合わせて「2nd & 8」のように表記する事があるが、ロスを重ねたなどでこの状況に陥った場合、「3rd & long」などと表記される事が多い。

## ワ
ワイドオープン (wide open)
パスプレーにおいてレシーバーがディフェンスのマークを外れた状態にあること。
ワイルドキャット・フォーメーション (Wildcat Formation)
センターからのボールをQB以外の選手が直接受け取り、ランあるいはパスプレーにつなげる、左右非対称のフォーメーション。